# المحكمة الجزئية الأمريكية لمقاطعة كولومبيا
المحكمة الجزئية الأمريكية لمقاطعة كولومبيا (بالإنجليزية: United States District Court for District of Columbia) هي محكمة مقاطعة فيدارلية في واشنطن العاصمة بجانب محكمة مقاطعة الولايات المتحدة لمقاطعة هاواي والمحكمة العليا لساموا الأمريكية، كما أنها تتولى أحيانًا التعامل مع القضايا الفيدرالية التي تنشأ في إقليم ساموا الأمريكية، والتي لا يتواجد بها محكمة فيدرالية محلية أو محكمة إقليمية. تُنقل الاستئنافات من محكمة المقاطعة إلى محكمة الاستئناف الأمريكية لدائرة مقاطعة كولومبيا باستثناء مطالبات براءات الاختراع والمطالبات ضد حكومة الولايات المتحدة بموجب قانون تاكر، والتي تُستأنف أمام الدائرة الفيدرالية.

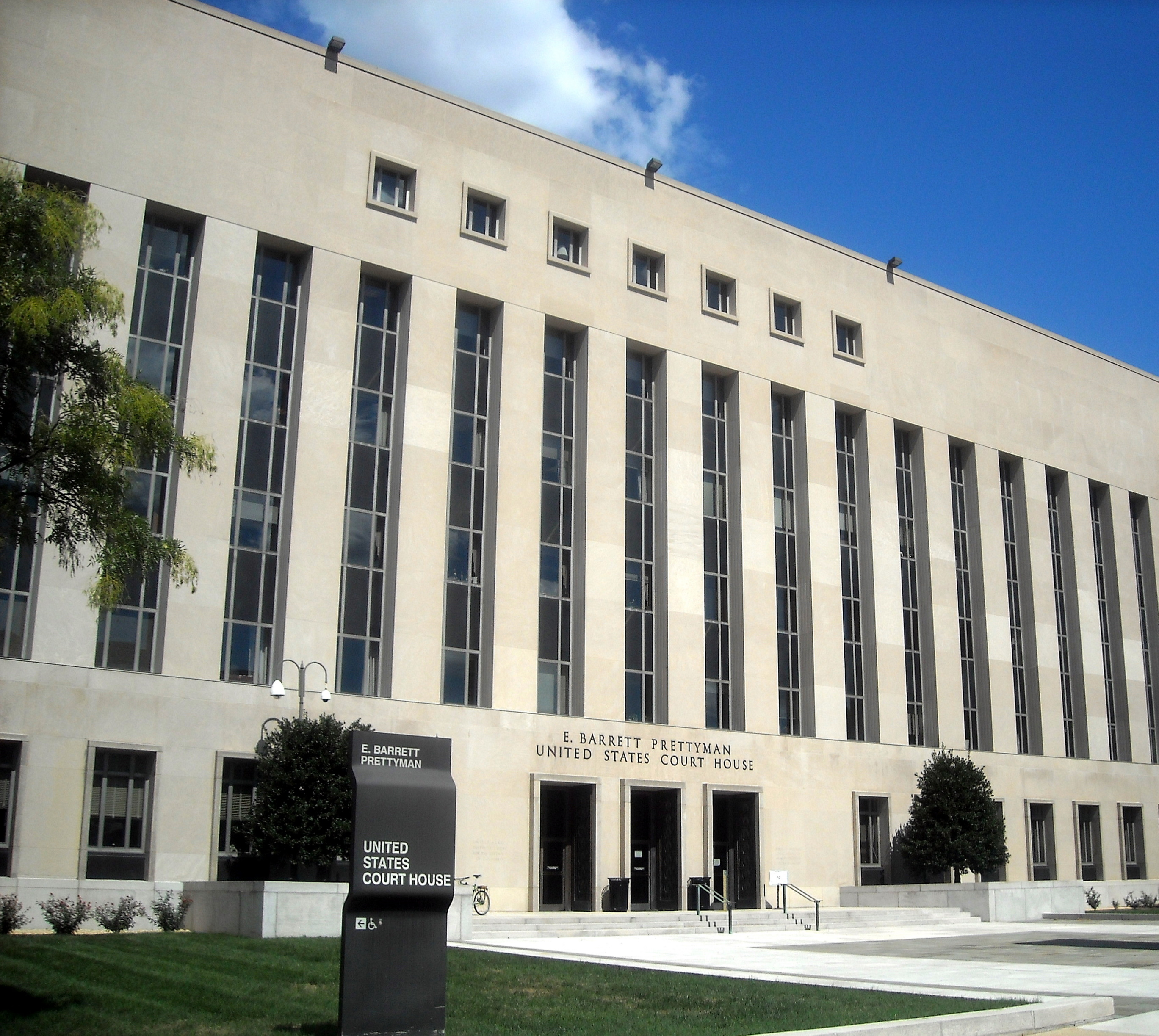
محكمة إي باريت بريتيمان الفيدرالية الواقعة في 333 شارع الدستور، شمال غرب واشنطن العاصمة

## الروابط الخارجية
- الموقع الرسمي
- تاريخ المحكمة الرسمية
- تاريخ المحكمة للمركز القضائي الاتحادي